# Lady Macbeth Mcenského újezdu
Lady Macbeth Mcenského újezdu (rusky: Леди Макбет Мценского уезда) je opera o čtyřech dějstvích v devíti obrazech Dmitrije Šostakoviče a Alexandra Preise podle stejnojmenné povídky Nikolaje Leskova. Druhá verze opery, přepracovaná Šostakovičem, se jmenuje Kateřina Ismailova (Катерина Измайлова) a měla premiéru roku 1963.

## Literární předloha
Libretista Alexander Preis založil operu na novele Lady Macbeth Mcenského újezdu od Nikolaje Leskova, která byla publikována v roce 1865. Sovětská kulturní byrokracie považovala tohoto velkého ruského spisovatele za otravného buržoazního autora, a proto se mohla objevit jen tato jeho povídka. V roce 1930 se dostala – i když se zásahem cenzurních úřadů – jako „surová, erotická a kriminální hra“ do sovětských divadel. Titulní postava měla být odstrašujícím příkladem ženské smyslnosti.
Šostakovič proto musel v souvislosti s premiérou svůj výběr materiálu legitimovat. Napsal esej k premiéře, ve které prohlásil, že „při zachování plné síly Leskovova vyprávění“ interpretoval materiál kriticky a ze současného hlediska. To znamenalo především změnu „Lady“: „Jekaterina Lvovna by měla zanechat dojem pozitivní osobnosti.“ Tímto způsobem se pokusil omluvit silnou erotiku, která z jeho opery vyzařuje.
Libretista a skladatel ještě provedli další změny, aby dosáhli ostřejší sociální výpovědi. Například ve třetím jednání poskytli vnitřnímu světu vězňů více prostoru, aby jasněji vyjádřili jejich utrpení. Přidali také kritickou vstupní scénu na policejní stanici (7. obraz) a odstranili třetí vraždu (synovce Kateriny Ismailovy).

## Zacházení s erotikou
Šostakovičův zájem o erotiku, která se stala tématem jeho hudby, se vysvětluje jeho osobními zkušenostmi. Se svou velkou láskou a budoucí manželkou Ninou Warsar se setkal při tenisu. Ztělesňovala nový typ „sebevědomé ženy.“
| „ | Věnuji Lady Macbeth své nevěstě. Je samozřejmé, že opera je také o lásce, ale nejen o ní. | “ |

Podle výzkumů se probudil jeho zájem o vzájemné působení pohlaví. Začal sledovat erotické chování své doby a historicky je klasifikovat. Za carských časů platil kodex Domostroj (Домострой), zákoník, který upravoval domácí, společenský, politický a náboženský život vyšší třídy. Podle něj byla žena podřízena muži a její sexualita byla omezena jen na plození dětí. Po revoluci v roce 1917 začala klíčit myšlenka sexuální svobody a v umění a literatuře se o ní hovořilo ještě na konci 20. let. Krátce nato však láska i sexualita opět podléhaly systému státní moci.
| „                                                                                                  | Je to [opera] také o tom, jaká by mohla být láska, kdyby všude kolem nepanovala ničemnost. Láska všude kolem hyne kvůli těmto ničemnostem. Jsou v zákonech, ve vlastnictví, v chamtivosti, v policejní mašinérii. Kdyby byly jiné podmínky, byla by jiná i láska. | “ |
| — Solomon Wolkow (Vyd.): Die Memoiren des Dmitri Schostakowitsch. Nakl. Ullstein Heyne, List 2003. | |   |

## Hudební ztvárnění
Šostakovič obdařil titulní postavu opery třemi velkými hudebními monology. Lady Macbeth Mcenského újezdu je opera, která na rozdíl od konvence nezačíná předehrou. Místo toho začíná ariosem Kateřiny, která popisuje své pocity a situaci ženy obchodníka 18. století. Předlohou tohoto monologu je písňový cyklus Modesta Musorgského Bez slunce (Без солнца) z roku 1874. Důležitým termínem v tomto monologu je nuda (скyка), která v průběhu písně stále více znamená zármutek, trudnomyslnost a melancholii. Kateřina ztratila smysl života, žije bez lásky, bez radosti. Je to myšlenkové schema ruského umění (například v Čechovových Třech sestrách). Tento stesk se stává důvodem jejího dalšího jednání, a tím i jejího osudu
Druhý monolog („Všechno se páruje“) je o utišení bolesti jejího života, které hledá v sexualitě. V první verzi textu se srovnávala s „klisnou v říji“, ve druhé verzi to Šostakovič změnil na „vrkající holubici“, ale nezměnil hudbu, která vyzařuje vysokou erotiku. Přispěly k tomu také obrazy malíře Borise Kustodijeva, který rád zobrazoval smyslné a svůdné ženy. Šostakovič se jimi zabýval v době, kdy árii komponoval, a našel v nich inspiraci.
Ve čtvrtém dějství, (9. obraz), se Katerina dívá do svého nitra v posledním velkém monologu a shrnuje svůj život. Tady se kruh uzavírá: Uspokojená sexualita přinesla jen krátkodobou radost a žádnou vnitřní stabilitu, pouze novou a trýznivou závislost na objektu své žádostivosti. Rýmující se slovo pro „skuka“, nuda, nyní tvoří „muka“, trápení.
Záporným hrdinou je Sergej. Šostakovič jej charakterizoval jako „krutého, lstivého a zločinného Dona Juana“. Jeho výstupy vytváří výrazný kontrast mezi afektovanou teatrálností a vypočítavou „opravdovostí“ milostných citů.
Velkou úlohu v opeře mají sbory. Jejich partie mají klasickou ruskou sborovou tradici v moderním pojetí a vzorem jsou sbory Musorgského..
Opera zachovává důslednou symfoničnost. Mezi každým obrazem (uprostřed jednotlivých dějství) je kratší či delší orchestrální mezihra, která umožňuje nepřerušované scénické proměny a současně upevňuje nebo předjímá dramatickou situaci. Podle okamžité dramatické situace používá Šostakovič orchestru nesmírně citlivě, od pouhého výrazového jednohlasu (v 9. obrazu) ke složitým polymelodickým a polyfonickým epizodám. Hudební jazyk je všude naplněn dramatickým obsahem a výrazem.

## Postavy
- Boris Timofejevič Izmajlov, kupec (bas)
- Zinovij Borisovič Izmajlov, jeho syn (tenor)
- Katěrina Lvovna Izmajlova, žena Zinovije (soprán)
- Sergej, dělník u Izmajlova (tenor)
- Axiňa, kuchařka u Izmajlova (soprán)
- Šafář (bas)
- Tři nádeníci (tenoři)
- Pop (bas)
- Hlídka (bas)
- Seržant (bas)
- Mlynářský dělník (bas)
- Sonětka, trestankyně (mezzosoprán)
- Starý trestanec (bas)
- Kočí (tenor)
- Nihilista (tenor)
- Velitel policie (bas)
- Policista (bas)
- Učitel (tenor)
- Opilý host (tenor)
- Trestankyně (soprán)
- Hlídka (bas)

## Děj opery

### První dějství
1. obraz, Kateřinin pokoj: Mladá a krásná Kateřina je vdaná za nudného obchodníka Zinovije Borisoviče Ismailova. Nudí se svým bezzážitkovým životem, trpí neschopností manžela milovat a tyranským chováním tchána, Borise Timofejeviče.
2. obraz, Izmailovův dvůr: Zatímco je její manžel na služební cestě, Kateřina vyjde na dvůr obchodníkova domu, kde správce a někteří mužici, včetně záletníka Sergeje, hrají svou nemilosrdnou hru s tlustou starou kuchařkou. Sergej vyzve Kateřinu na zkoušku síly. Ta neodmítne, protože jí odvážný nádeník připadá atraktivní. Její tchán však zápas přeruší a hlasitým křikem zažene Kateřinu zpět do domu.
3. obraz, Kateřinin pokoj: Sergej se vloudí do Kateřinina pokoje pod záminkou, že si chce půjčit knihu, a svede ji.

### Druhé dějství
4. obraz, Izmailovův dvůr:. Když Sergej odchází od Kateřiny oknem, její tchán ho chytí a před Kateřinou do krve téměř k smrti zmrská. Rozběsněná Kateřina se pomstí a dá tchánovi jedem na krysy otrávené jídlo. Boris Timofejevič umírá.
5. obraz, Kateřinin pokoj : Nyní Kateřina pravidelně tráví noci s Sergejem, ale svědomí ji trápí. Když se její manžel náhle uprostřed noci nečekaně vrátí, Sergej se jen tak tak ukryje. Zinovij je ale nedůvěřivý a když objeví cizí opasek, udeří jím Katerinu. Sergei vyjde ze svého úkrytu a spolu s Kateřinou Zinovije zabijí.

### Třetí dějství
6. obraz, Izmajlovův dvůr, vedle sklepa: Kateřina se vdává za Sergeje, ale zatímco se připravuje hostina, opilý mužik ve sklepě objeví tělo Zinovije Izmajlova.
7. obraz, policejní stanice: Mužik přibíhá se svou zprávou na strážnici
8. obraz, Izmailovská zahrada: Policie vtrhne na svatební hostinu a zatýká Katerinu a Sergeje. Jsou odsouzeni k celoživotním nuceným pracím.

### Čtvrté dějství
9. obraz, tábor trestanců poblíž mostu: Během transportu na Sibiř se Kateřina snaží dostat k Sergejovi a podplácí strážného. Sergej se však od ní odvrací a vytýká jí, že mu zkazila život. Už se totiž zajímá o mladou trestankyni Sonětku. Ta s ním chce jít spát jen tehdy, když dostane teplé ponožky. Sergej proto lichotkami okouzlí Kateřinu a dostane od ní punčochy. Kateřina však prohlédne jeho plány a zabije Sonětku tím, že ji svrhne z mostu. Sama pak skočí do dravé řeky.

## Obsazení při premiéře
| Osoby                                                                                                | Hlasový obor | Premiéra 22. ledna 1934 Dirigent: Samuil Samosud |
| --- | ------------ | ------------------------------------------------ |
| Borís Timofejevič Izmajlov, obchodník                                                                | baryton      | Georgij Nikolajevič Orlov                        |
| Zinovij Borísovič Izmajlov, jeho syn                                                                 | tenor        | Stepan V. Balašov                                |
| Katerina Lvovna Izmajlova, manželka Zinovije Borisoviče                                              | soprán       | Agrippina Ivanovna Sokolova                      |
| Sergej, dělník u Izmajlova                                                                           | tenor        | Piotr I. Zassietski                              |
| Axiňa, kuchařka u Izmajlova                                                                          | soprán       | E. V. Adrianova                                  |
| Opilý host                                                                                           | baryton      |                                                  |
| Tři nádeníci                                                                                         | tenoři       |                                                  |
| Šafář                                                                                                | bas          | Alexandr Modestov                                |
| Pop                                                                                                  | bas          | Pavel Juravlenko                                 |
| Velitel policie                                                                                      | bas          | Alexej Petrovič Ivanov                           |
| Nihilista                                                                                            | tenor        | B. O. Heft                                       |
| Policísta                                                                                            | bas          |                                                  |
| Starý trestanec                                                                                      | bas          | Z. Y. Abbakumov                                  |
| Sonětka, trestankyně                                                                                 | mezzosoprán  | N. L. Welter                                     |
| Trestankyně                                                                                          | soprán       |                                                  |
| Seržant                                                                                              | bas          |                                                  |
| Hlídka                                                                                               | bas          |                                                  |
| Duch Borise Timofejeviče                                                                             | bas          | Georgij Nikolajevič Orlov                        |
| Sbory: nádenícj a ženy zaměstnané u Izmailovců; policisté; hosté na svatbě; trestanci a trestankyně. |              |                                                  |

## Historie

### Úspěch a kritika
Lady Macbeth Mcenského újezdu je druhou (a zároveň poslední dokončenou) operou Dmitrije Šostakoviče. Vyvolal s ní velký rozruch. Dokončil ji v prosinci 1932 a věnoval ji své nevěstě Nině Warsar. Jelikož se o dílo zajímaly dva operní domy, byly v rychlém sledu dvě premiéry. První 22. ledna 1934 v Michailovském divadle v Leningradu, kterou režíroval Nikolay Smolič s hudební režií Samuila Samossuda. Měla velký úspěch. O dva dny později se konala druhá v hudebním divadle Nemirovič Dančenko v Moskvě. Tato produkce, kterou režíroval Vladimir Nemirovič-Dančenko, měla mírně zkrácenou a upravenou verzi. Po dva roky mělo dílo jeden úspěch za druhým. Již v lednu 1935 se opera hrála v Clevelandu. Následovala provedení v New Yorku, Philadelphii a Stockholmu. V českém znění, a to v překladu Josefa Urbana pod názvem Ruská lady Macbeth, se hrála poprvé 23. listopadu 1935 ve Slovenském národním divadle. V roce 1936 byla uvedena v Praze (německé divadlo), Brně (30. dubna 1936 pod názvem Katěrina Ismajlová), Lublani, Londýně, Curychu a Kodani, v roce 1937 v Záhřebu aj.
Pak přišel večer 26. ledna 1936. Stalin, Molotov, Mikojan a Ždanov poctili svou návštěvou představení opery ve Velkém divadle ve vládní lóži, vpravo nad orchestřištěm, přímo nad plechy a bubny. Lóže byla zajištěna ocelovými deskami, aby se zabránilo možným útokům, které akustiku ještě zesílily. Stalin byl chráněn před zrakem veřejnosti samostatnou oponou. Po představení Stalin zmizel, aniž skladatele přijal ve své lóži, ale údajně se náramně bavil se svými společníky, zejména o drasticky inscenované scéně soulože. Při odchodu z divadla se přítomný zpravodaj vládních novin Izvestija Stalina zeptal, zda se mu představení líbilo. Podle očitého svědka Sergeje Radamského Stalin údajně řekl: „To je zmatek a ne hudba!“ 28. ledna zveřejnila Pravda na Lady Macbeth nepodepsaný (tj. vládnoucí Stranou schválený) článek „Chaos místo hudby“.Tato tvrdá kritika působila katastrofálně. Režisér Vladimir Ivanovič Nemirovič-Dančenko, který ve svém divadle nechal operu hrát i přes komentář Pravdy, byl krátce nato dotázán v článku novin Izvestija: „Vážně si Nemirovič-Dančenko myslí, že jeho divadlo je mimo Sovětský svaz?“ Přestože úřady upozorňoval, že všechna představení jsou po měsíce vyprodána, musel hraní opery ukončit. Kritici se jeden po druhém za své předchozí názory omlouvali. Svou roli v tom sehrála také silně dogmatická sovětská kulturní politika, jak ji propagoval Ždanov. Veřejné mínění rovněž souhlasilo s tím, že opera by měla dodržovat „princip slušnosti“ a „vytvářet vznešené objekty.“ To se Šostakovičovou operou, ve které byla vražedkyně zobrazena jako hrdinka, nesouznělo.
Zatímco opera byla v Sovětském svazu zakázána, pokračovala v úspěšném uvádění ve Spojených státech i v evropských zemích, s výjimkou nacistického Německa. Šostakovič v roce 1950 proti inscenaci Lady Macbeth Mcenského újezdu v Kasselu, protestoval, ale v roce 1959 povolil Deutsche Oper am Rhein v Düsseldorfu „poslední světové představení“ s prohlášením, že pracuje na nové verzi opery. Tato inscenace režiséra Bohumila Herlišky s názvem Lady Macbeth auf dem Lande v německém překladu Reinholda Schuberta byla současně její německou premiérou. Představení řídil italský dirigent Alberto Erede a roli Kateřiny zpívala rakouská zpěvačka Erika Wien.

### Kateřina Ismajlova
Nová verze, na které Šostakovič pracoval od roku 1956, dostala titul Kateřina Ismajlova a měla premiéru 8. ledna 1963, tedy v době uvolnění za vlády Nikity Chruščova, v moskevském hudebním divadle Stanislavského a Nemirovič–Dančenka. Šostakovič silně oslabil některé z pohoršlivých textových pasáží, zejména ty s erotickým tématem. Zmírnil také nejextrémnější instrumentální efekty a vokály. Celkově došlo k moralizujícímu upravení děje. Některé z těchto nedostatků však byly odstraněny ještě před zákazem tištěného vydání z roku 1935. V Československu měla tato verze opery premiéru ve Státním divadle Brno dne 19. dubna 1964, v překladu Václava Noska. Následovaly inscenace ve Smetanově divadle v Praze (1965), Divadle F. X. Šaldy v Liberci (1970), Státním divadle Ostrava (1971) a Divadle J. K. Tyla v Plzni (1977).

### Nové uvedení původní verze
V roce 1979, čtyři roky po Šostakovičově smrti, přinesl Mstislav Rostropovič na západ kopii partitury původní verze z roku 1932 a v Paříži ji nahrál na zvukové nosiče. Ve stejném roce byla partitura vydána v hudebním nakladatelství Sikorski v německém překladu Jörga Morgenera a Siegfrieda Schoenbohma pod názvem Lady Macbeth von Mzensk. Tato verze byla poprvé představena v němčině v roce 1980 ve Wuppertalu a dále již v západním světě převažovala nad revidovanou verzí. V postsovětských republikách však zůstávala nová verze stále určující. Teprve roku 1996 uvedl Valerij Gergijev obě verze v Mariinském divadle v Petrohradě. První moskevské představení původní verze se konalo v roce 2000 v tamní opeře Helikon. Národní divadlo Praha uvedlo její premiéru 10. února 2000; dále ji inscenovalo Národní divadlo moravskoslezské v Ostravě roku 2018. Další nastudování v Česku provedla pražská Státní opera v roce 2023.

## Nahrávky
- 1979 Galina Višněvskaja, Nicolai Gedda, Werner Krenn, Taru Valjakka, Dimiter Petkov, Robert Tear, Birgit Finnilä, Alexander Malta, Ambrosiánský sbor, Londýnský filharmonický orchestr; dirigent Mstislav Rostropovič (EMI LP ASD 3664, EMI CDS 7 49955 2)
- 1992 Maria Ewingová, Philip Langridge, Aage Haugland, Sergej Larin, Kristine Ciesinski, Elena Zaremba, Kurt Moll, Heinz Zednik, Orchestr a sbor Opery Bastille; dirigent Myung-Whun Chung (Deutsche Grammophon 437 511-2)